# Château de Beauregard (Chablais)
Pour les articles homonymes, voir Château de Beauregard.
Le château de Beauregard est une ancienne maison forte du XIIIe siècle situé sur la commune de Chens-sur-Léman dans le département de la Haute-Savoie, en région Auvergne-Rhône-Alpes.

## Situation
Le château de Beauregard est situé sur la rive gauche de l'Hermance, en face du château des Faucigny d'Hermance, sur la rive du Léman. Il est une possession des comtes de Genève, face aux possessions des Savoie en Chablais, notamment Thonon.

## Historique
Construit à partir de 1250, le château de Beauregard était principalement une tour de guet qui relevait du comté de Genève. Il a été endommagé en 1536 par les Bernois, puis en 1792 pendant la Révolution française. En dépit des transformations qu'il a subi au cours du temps, il garde un donjon pentagonal surmonté actuellement d'un toit impressionnant.
Après plusieurs transmissions, le château est racheté en 1402 par le comte Amédée VIII de Savoie avant d'entrer le 8 novembre 1670 dans le patrimoine de la famille Costa de Beauregard et d'être érigé en marquisat en 1700.
Le château est partiellement inscrit au titre des monuments historiques en 1964 et son parc est inscrit au pré-inventaire du patrimoine culturel (jardins remarquables) en 1991.

## Châtellenie de Beauregard
Le château de Beauregard est le siège d'une châtellenie, dit aussi mandement (mandamentum). Elle est unie également à Ballaison, sauf vers la fin du XIVe siècle. Il s’agit plus particulièrement d’une châtellenie comtale, relevant directement du comte de Genève. Dans le comté de Genève, le châtelain comtal est nommé par le comte et possède de nombreux pouvoirs,. Avec l’intégration au comté de Savoie, à partir de 1401, celui-ci devient un « [officier], nommé pour une durée définie, révocable et amovible »,. Il est chargé de la gestion de la châtellenie ou mandement, il perçoit les revenus fiscaux du domaine, et il s'occupe de l'entretien du château.